# 巴尔蒂斯
巴尔蒂斯（波蘭語：Balthus，1908年2月29日—2001年2月18日），原名巴尔塔扎·克洛索夫斯基·德罗拉（波蘭語：Balthasar Klossowski de Rola），波兰裔法国具象派画家。其作品既广受推崇，又极富争议，那些描绘青春期少年的作品尤为有名。在现代艺术激烈变革的时代，巴尔蒂斯却是一位具有古典主义情结的画家，钟情于文艺复兴时期的艺术，构图严谨，画面宁静而抒情。

## 生平
巴尔蒂斯出生于法国的一个波兰族贵族家庭，父母都是艺术家。他13岁便在德国诗人里尔克的鼓励下开始作画，一生没有受过专业美术教育，以临摹名画来学习技法。1934年就在巴黎举办了首场个人画展，随后超现实主义者邀他加入，被他拒绝。他独自一人创作，1950年代中期开始赢得了广泛声誉，在纽约现代美术馆、威尼斯双年展、蓬皮杜国家现代艺术博物馆、大都会艺术博物馆均有展出他的作品。1961年被任命为罗马法兰西学院院长，曾获法国国家艺术大奖（1976年）、日本艺术家协会国际艺术奖等奖项。